# 34404 Jaybuddi
34404 Jaybuddi è un asteroide della fascia principale. Scoperto nel 2000, presenta un'orbita caratterizzata da un semiasse maggiore pari a 2,3264592 au e da un'eccentricità di 0,0918578, inclinata di 3,21790° rispetto all'eclittica. Ha un diametro 2,289 km. 